# كاني ناو (شوي بانة)
کاني ناو (بالفارسية: کانی ناو) هي قرية تقع في إيران في البلدة المركزية. يقدر عدد سكانها بـ 228 نسمة بحسب إحصاء 2016.